# Кастел Сан Лоренцо
Кастел Сан Лоренцо је насеље у Италији у округу Салерно, региону Кампанија.
Према процени из 2011. у насељу је живело 2001 становника. Насеље се налази на надморској висини од 332 м.

## Становништво
| 1951. | 1961. | 1971. | 1981. | 1991. | 2001. | 2011. |
| ----- | ----- | ----- | ----- | ----- | ----- | ----- |
| 4.603 | 4.091 | 3.852 | 3.455 | 3.229 | 3.034 | 2.632 |